# Янагида, Хидэаки
Хидэаки Янагида (яп. 柳田 英明 Янагида Хидэаки, род. 1 января 1947, Хатирогата, Япония) — японский борец вольного стиля, чемпион Олимпийских игр, призёр Азиатских игр.

## Биография
В 1970 году победил на Азиатских играх и стал чемпионом мира. В 1971 году подтвердил своё звание сильнейшего на планете в своём весе.
На Летних Олимпийских играх 1972 года в Мюнхене боролся в категории до 57 килограммов (легчайший вес). Выбывание из турнира проходило по мере накопления штрафных баллов. За чистую победу штрафные баллы не начислялись, за победу за явным преимуществом начислялось 0,5 штрафных балла, за победу по очкам 1 штрафной балл, за ничью 2 или 2,5 штрафных балла, за поражение по очкам 3 балла, поражение за явным преимуществом 3,5 балла, чистое поражение — 4 балла. Если борец набирал 6 или более штрафных баллов, он выбывал из турнира. Титул оспаривали 28 человек. Очень многое было решено в четвёртом круге, во встрече Хидэаки Янагиды с Ричардом Сандерсом.

Золотую медаль разыграли между собой японец Хидеаки Янагида — борец с филигранной техникой, без особого напряжения, легко и красиво побеждавший своих соперников, и американец Ричард Сандерс — 
 Выиграв эту и последующие схватки японский борец стал олимпийским чемпионом.
| Круг | Соперник          | Страна                    | Результат | Основание                     | Время схватки |
| ---- | ----------------- | ------------------------- | --------- | ----------------------------- | ------------- |
| 1    | Эрнст Хак         | Австрия                   | Победа    | По очкам (0,5 штрафных балла) |               |
| 2    | Збигнев Зеджицкий | Польша                    | Победа    | По очкам (0,5 штрафных балла) |               |
| 3    | Ан Джэ Вон        | Республика Корея          | Победа    | Туше (0 штрафных баллов)      | 4:20          |
| 4    | Ричард Сандерс    | Соединённые Штаты Америки | Победа    | По очкам (1 штрафной балл)    |               |
| 5    | Иван Шавов        | Болгария                  | Победа    | По очкам (1 штрафной балл)    |               |
| 6    | Рамезан Хелдер    | Иран                      | Победа    | По очкам (1 штрафной балл)    |               |
| 7    | Прем Премнат      | Индия                     | Победа    | Туше (0 штрафных баллов)      | 5:10          |

Окончил Университет Мэйдзи, работал в компании недвижимости в Дайто